# Sportovní Klub Slavia Praha 1999-2000
Questa voce raccoglie le informazioni riguardanti lo Sportovní Klub Slavia Praha nelle competizioni ufficiali della stagione 1999-2000.

## Stagione
Cipro ritorna alla guida dello Slavia dopo due anni. In campionato il club conduce il torneo dalla seconda giornata e a sei turni dalla fine subisce un brusco arresto a Žižkov, cedendo 3-1. I biancorossi non riesco a rimettersi in rotta e, nonostante un 3-1 all'Opava nel turno seguente, subiscono una sconfitta di misura in casa contro il Teplice (0-1) e un netto 5-1 dai rivali dello Sparta Praga che, a due giornate dalla conclusione del torneo si aggiudicano aritmeticamente il titolo ceco.
Nella Coppa della Repubblica Ceca lo Slavia esclude Chomutov (0-2), Zeman Brno (0-3) e Čelákovice (0-4), arrendendosi ai quarti di finale contro lo Slovan Liberec, futuro vincitore del torneo, per 2-0.
Le delusioni nei tornei nazionali, sono compensate dai risultati in Europa: iscritta alla Coppa UEFA, la società ceca esclude a fatica il Vojvodina e il Grasshoppers (entrambe per 3-2), ed elimina anche la Steaua Bucarest (5-2), arrivando agli ottavi e superando anche l'Udinese (2-2) per la regola dei gol fuori casa; ai quarti di finale sono gli inglesi del Leeds United (4-2) a interrompere il cammino dei cechi nel torneo, vincendo 3-0 in casa e subendo il 2-1 dello Slavia a Praga con la doppietta di Ulich.

## Calciomercato
Vengono ceduti Labant (Sparta Praga), Pinjo e nel settembre 1999 Hrubina (Dukla Banska Bystrica).
Vengono acquistati i fratelli gemelli Lukáš e Tomáš Došek (Viktoria Plzen), Koller (Bohemians Praga), Svoboda (MFK Chrudim), Rada (Trabzonspor), Kučera (Viktoria Žižkov), Zelenka (Viktoria Zizkov), nel gennaio 2000 Vozabal (Dynamo České Budějovice) e nel marzo seguente Šoltýs (Tatran Presov).

## Rosa
| N. |                      | Ruolo | Calciatore       |
| -- | -------------------- | ----- | ---------------- |
| 1  | Rep. Ceca (bandiera) | P     | Radek Černý      |
|    | Rep. Ceca (bandiera) | P     | Michal Václavík  |
| 4  | Rep. Ceca (bandiera) | D     | Lukáš Došek      |
| 17 | Rep. Ceca (bandiera) | D     | Adam Petrouš     |
| 27 | Rep. Ceca (bandiera) | D     | Martin Hyský     |
|    | Rep. Ceca (bandiera) | D     | Luboš Kozel      |
|    | Rep. Ceca (bandiera) | D     | Jiří Lerch       |
|    | Rep. Ceca (bandiera) | D     | Petr Vlček       |
|    | Rep. Ceca (bandiera) | D     | Libor Koller     |
|    | Rep. Ceca (bandiera) | D     | Karel Rada       |
| 8  | Rep. Ceca (bandiera) | C     | Richard Dostálek |
| 18 | Rep. Ceca (bandiera) | C     | Jiří Skala       |

| N. |                       | Ruolo | Calciatore     |
| -- | --------------------- | ----- | -------------- |
| 25 | Rep. Ceca (bandiera)  | C     | Ivo Svoboda    |
|    | Rep. Ceca (bandiera)  | C     | Martin Vozábal |
|    | Rep. Ceca (bandiera)  | C     | Pavel Horváth  |
|    | Rep. Ceca (bandiera)  | C     | Radek Krejčík  |
|    | Rep. Ceca (bandiera)  | C     | Tomáš Kuchař   |
|    | Rep. Ceca (bandiera)  | C     | Ivo Ulich      |
|    | Slovacchia (bandiera) | A     | Anton Šoltýs   |
| 5  | Rep. Ceca (bandiera)  | A     | Tomáš Došek    |
|    | Rep. Ceca (bandiera)  | A     | Tomáš Kučera   |
|    | Rep. Ceca (bandiera)  | A     | Luděk Zelenka  |
|    | Rep. Ceca (bandiera)  | A     | Robert Vágner  |